# アマンダ・リーズン
アマンダ・リーズン（Amanda Reason、1993年8月22日 - ）は、カナダ・オンタリオ州スカーバロー出身の元女子競泳選手。50m平泳ぎの元世界記録保持者。

## 経歴
オンタリオ州ウィンザー近郊のラサールで育ったリーズンは、10歳の時にウィンザー・エセックス・スイムチーム（Windsor Essex Swim Team）で泳ぎ始めた。古い施設の25mプールでトレーニングに励んだリーズンは、2007年に50m自由形の13-14歳カナダ年齢別記録を樹立。自分の才能に気づいたリーズンは、15歳の時により良い環境を求め、アリソン・ヒグソンやマルセル・ゲーリーなどのオリンピックメダリストも輩出したトロントの強豪エトビコ・スイムクラブ（Etobicoke Swim Club）に移った。

### 2009年カナダ世界選手権選考会
2009年カナダ世界選手権選考会の50m平泳ぎで30秒23の世界記録（当時）を樹立し、2006年にオーストラリアのジェイド・エドミストンがマークした30秒31を更新した。カナダ選手による長水路の世界記録樹立は、1988年のアリソン・ヒグソンが女子200m平泳ぎで樹立して以来、21年ぶりの快挙となった。また、この時のリーズンの年齢は15歳320日で、これは21世紀になってから樹立された長水路の世界記録としては、15歳273日のマイケル・フェルプス（男子200mバタフライ）、15歳291日のエミリー・シーボーム（女子50m背泳ぎ）に次ぐ、史上3番目の若さでの達成となった。

### 2009年ローマ世界選手権
2009年ローマ世界選手権の50m平泳ぎには世界記録保持者として臨んだが、決勝には進出したものの金メダルはおろかメダルにも手が届かなかった。決勝は3位までがリーズンの持つ世界記録を上回り、ロシアのユリア・エフィモワが30秒09で優勝を飾る中、リーズンは自己ベストから程遠い30秒67の7位に終わった（3位と0秒51差）。

### 2012年ロンドンオリンピック
2012年ロンドンオリンピックの4×200mフリーリレー代表に選ばれ、18歳でオリンピックデビューを果たした。3泳を務めたリーズンはブリタニー・マクリーン（4泳）らと共に決勝で7分50秒65をマークしたが、7分42秒92のオリンピック記録（当時）で優勝したアメリカ、7分44秒41で準優勝のオーストラリア、7分47秒49で3位のフランスに次ぐ4位に終わり、メダルには3秒16届かなかった。

### 引退
2016年4月1日、引退記念の水泳大会に出場したことを自身のTwitterでツイートした。

## 成績

### 主要国際大会
世界水泳連盟のウェブサイト参照
| 年         | 大会                           | 場所       | 種目                 | 結果       | 記録       | 泳順       | 備考                   |
| カナダ代表 | カナダ代表                     | カナダ代表 | カナダ代表           | カナダ代表 | カナダ代表 | カナダ代表 | カナダ代表             |
| ---------- | ------------------------------ | ---------- | -------------------- | ---------- | ---------- | ---------- | ---------------------- |
| 2008       | 世界ジュニア選手権             | モンテレイ | 50m自由形            | 準決勝16位 | 27秒16     |            |                        |
| 2008       | 世界ジュニア選手権             | モンテレイ | 50m平泳ぎ            | 銅メダル   | 32秒02     |            | 準決勝31秒25：大会記録 |
| 2008       | 世界ジュニア選手権             | モンテレイ | 100m平泳ぎ           | 8位        | 1分10秒11  |            |                        |
| 2008       | 世界ジュニア選手権             | モンテレイ | 200m平泳ぎ           | 予選19位   | 2分44秒96  |            |                        |
| 2008       | 世界ジュニア選手権             | モンテレイ | 4x100mメドレーリレー | 銅メダル   | 4分07秒76  | 2泳        |                        |
| 2009       | ジュニアパンパシフィック選手権 | グアム     | 50m自由形            | 4位        | 25秒94     |            |                        |
| 2009       | ジュニアパンパシフィック選手権 | グアム     | 100m平泳ぎ           | 5位        | 1分09秒61  |            |                        |
| 2009       | ジュニアパンパシフィック選手権 | グアム     | 4x100mメドレーリレー | 銀メダル   | 4分06秒25  | 2泳        |                        |
| 2009       | 世界選手権                     | ローマ     | 50m平泳ぎ            | 7位        | 30秒67     |            |                        |
| 2009       | 世界選手権                     | ローマ     | 100m平泳ぎ           | 予選22位   | 1分08秒41  |            |                        |
| 2010       | 世界短水路選手権               | ドバイ     | 50m自由形            | 予選29位   | 25秒34     |            |                        |
| 2010       | 世界短水路選手権               | ドバイ     | 50m平泳ぎ            | 準決勝13位 | 30秒71     |            |                        |
| 2010       | 世界短水路選手権               | ドバイ     | 4x100mフリーリレー   | 6位        | 3分33秒92  | 4泳        |                        |
| 2010       | 世界短水路選手権               | ドバイ     | 4x200mフリーリレー   | 予選9位    | 7分52秒68  | 3泳        |                        |
| 2012       | オリンピック                   | ロンドン   | 4x200mフリーリレー   | 4位        | 7分50秒65  | 3泳        |                        |

## 記録

### 樹立した世界記録
| 水路   | 種目      | 記録   | 日付         | 大会                   | 場所           |
| ------ | --------- | ------ | ------------ | ---------------------- | -------------- |
| 長水路 | 50m平泳ぎ | 30秒23 | 2009年7月8日 | カナダ世界選手権選考会 | モントリオール |

### 自己ベスト
世界水泳連盟のウェブサイト参照
| 種目       | 記録      | 日付          | 大会                     | 場所           | 備考                  |
| 長水路     | 長水路    | 長水路        | 長水路                   | 長水路         | 長水路                |
| ---------- | --------- | ------------- | ------------------------ | -------------- | --------------------- |
| 50m平泳ぎ  | 30秒23    | 2009年7月8日  | カナダ世界選手権選考会   | モントリオール | 元世界記録 カナダ記録 |
| 200m自由形 | 1分58秒72 | 2012年3月27日 | カナダオリンピック選考会 | モントリオール |                       |
| 短水路     |           |               |                          |                |                       |
| 50m平泳ぎ  | 29秒96    | 2009年3月11日 | 春季カナダ選手権         | トロント       | カナダ記録            |